# Stadio Giuseppe Sivori
Lo stadio Giuseppe Sivori è un impianto sportivo del comune italiano di Sestri Levante, nella città metropolitana di Genova. Di proprietà dell'amministrazione comunale, è sede delle partite interne della squadra di calcio del Sestri Levante.

## Storia
Il terreno su cui fu edificato l'impianto venne messo a disposizione da una facoltosa ereditiera, la marchesa Matilde Negrotto Cambiaso Giustiniani, nel quartiere di Pila, presso l'alveo del torrente Gromolo; i lavori comportarono una spesa di 15 milioni di lire.
Inaugurato il 18 novembre 1945 con la disputa di una partita tra Sestri Levante e Spezia (valida per il campionato di Prima Divisione e vinta dagli ospiti per 0-2), lo stadio fu presto intitolato a Giuseppe Sivori, "bandiera" del calcio sestrese negli anni 1930.
Per oltre settant'anni gli spalti consistettero di una singola tribuna: i primi ampliamenti vennero praticati nel 2003 e nel 2007, con l'edificazione di nuovi settori di gradinate. Nel 2012, ai fini dell'adeguamento alla Serie D, il manto erboso venne completamente rifatto.
Il 5 febbraio 2015 lo stadio Sivori ospitò una partita tra le selezioni Primavera di Genoa e Spezia, valevole per la 67ª edizione del Torneo di Viareggio.
Nel 2019 la piazza antistante lo stadio venne intitolata a Fosco Becattini, calciatore cresciuto nel settore giovanile del Sestri Levante poi giunto ai vertici del calcio italiano.
La prolungata militanza del Sestri Levante nelle divisioni inferiori del calcio italiano fece sì che l'impianto rimanesse di modesta entità e scarsamente soggetto ad ammodernamenti. Di riflesso, quando i "corsari" nel 2023 riuscirono dopo 74 anni ad accedere alla Serie C, il "Sivori" ebbe bisogno di un corposo intervento di potenziamento strutturale, la cui entità obbligò la squadra a giocare in campo neutro tutte le gare interne della stagione 2023-2024.
I lavori, conclusi nell'estate 2024, hanno incluso un sostanziale ampliamento dei locali tecnici e degli spazi di lavoro delle varie professionalità connesse al calcio professionistico, l'aumento dei parcheggi, l’ammodernamento del sistema di illuminazione (articolato in 4 torri faro alte 30 metri, dotate di 80 proiettori a led), l'allargamento degli spalti a una capienza di 1.614 posti, di cui 1.060 dotati di sedute individuali, la posa dell'impianto di videosorveglianza, il miglioramento dei canali di afflusso e deflusso del pubblico e vari altri miglioramenti infrastrutturali. Nell'occasione, il terreno di gioco è stato altresì portato a misurare 110 x 65 m e dotato di un tappeto in erba sintetica di ultima generazione. I lavori nel complesso sono costati 2.990.000 €, coperti in larga parte (2.232.156,73 €) dalla Regione Liguria e per il resto dal Comune di Sestri Levante.
Nella stagione 2025-2026, il "Sivori" funge da campo casalingo provvisorio della squadra piemontese del Bra, sprovvista di un proprio stadio omologato per il calcio professionistico.

## Struttura
Lo stadio Sivori è un impianto vocazionalmente deputato alla sola pratica calcistica: non disponendo di pista d'atletica gli spalti affacciano direttamente sui bordi del terreno di gioco e sono suddivisi in tre settori:
- gradinata nord, scoperta (settore ospiti), capace di 514 posti
- tribuna est, parzialmente coperta (capace di 707 posti - qui prendono posto i gruppi organizzati della tifoseria rossoblù)
- tribuna ovest, coperta (353 posti più tribuna stampa)

Ciascun settore dispone altresì di 3/4 "postazioni inclusive" dedicate ai portatori di handicap. Non vi sono gradinate sul lato sud del terreno di gioco.